# Teste de reversão
O teste de reversão é uma heurística desenvolvida para identificar e eliminar o viés do status quo [en], um viés emocional que favorece irracionalmente o estado atual das coisas. O teste é aplicável à avaliação de qualquer decisão que envolva uma potencial mudança em relação ao status quo ao longo de uma dimensão contínua. O teste de reversão foi introduzido no contexto da bioética do aperfeiçoamento humano por Nick Bostrom e Toby Ord.

## Conceito
Bostrom e Ord introduziram o teste de reversão para responder à questão de como distinguir, dado que os humanos podem sofrer do viés irracional do status quo, entre críticas válidas a um aumento proposto em alguma característica humana e críticas motivadas apenas pela resistência à mudança. O teste busca fazer isso perguntando se seria algo positivo se a característica fosse reduzida. Por exemplo, se alguém objeta que um aumento na inteligência seria prejudicial devido à criação de armas mais perigosas, o contra-argumento seria: "Então, deveríamos diminuir a inteligência?"
Teste de Reversão: Quando uma proposta para alterar um certo parâmetro é considerada como tendo consequências negativas gerais, considere uma mudança no mesmo parâmetro na direção oposta. Se isso também for considerado como tendo consequências negativas gerais, então cabe aos que chegam a essas conclusões explicar por que nossa posição não pode ser melhorada por mudanças nesse parâmetro. Se não conseguirem fazê-lo, há razões para suspeitar que eles sofrem do viés do status quo. (p. 664)
Idealmente, o teste ajuda a revelar se o viés do status quo é um fator causal importante no julgamento inicial. Um experimento mental semelhante, relacionado à atenuação de memórias traumáticas, foi descrito por Adam J. Kolber, imaginando se alienígenas naturalmente resistentes a memórias traumáticas deveriam adotar um "melhoramento de memória" traumática. A refutação do "retorno à realidade" ao experimento mental da máquina de experiências [en] de Nozick (onde a vida atual de uma pessoa é revelada como uma simulação e é oferecida a volta à realidade) também pode ser vista como uma forma de teste de reversão.

## Teste de dupla reversão
Uma elaboração adicional do teste de reversão é proposta como o teste de dupla reversão:

Teste de Dupla Reversão: Suponha que se considere que aumentar um certo parâmetro e diminuí-lo teriam ambos consequências negativas gerais. Considere um cenário em que um fator natural ameaça mover o parâmetro em uma direção e pergunte se seria bom contrabalançar essa mudança com uma intervenção para preservar o status quo. Se sim, considere um momento posterior em que o fator natural está prestes a desaparecer e pergunte se seria uma boa ideia intervir para reverter a primeira intervenção. Se não, há um forte caso prima facie para pensar que seria bom realizar a primeira intervenção mesmo na ausência do fator natural de contrapeso. (p. 673)

Um exemplo pode ser o parâmetro da expectativa de vida, movendo-se para baixo devido a uma doença natural súbita. As pessoas poderiam intervir investindo em melhor infraestrutura de saúde para preservar a expectativa de vida atual. Se a doença for então curada, o teste de dupla reversão pergunta: deveria o investimento ser revertido para desfinanciar os serviços de saúde criados para a doença, agora que ela não existe mais? Se não, o argumento sugere que as pessoas deveriam investir em infraestrutura de saúde, mesmo que nunca haja uma doença em primeiro lugar. Nesse caso, o viés do status quo é usado contra si mesmo, reduzindo significativamente seu impacto no raciocínio. O teste também pretende lidar com argumentos de adaptação evolutiva, custos de transição, riscos e ética social que podem contrapor o teste original.

## Críticas
Alfred Nordmann argumenta que o teste de reversão apenas cria um argumento espantalho em favor do melhoramento humano. Ele afirma que os testes são limitados a abordagens consequencialistas e deontológicas. Ele adiciona que não se pode ver os humanos como conjuntos de parâmetros que podem ser otimizados separadamente ou sem considerar sua história.
Christian Weidemann argumenta que o teste de dupla reversão pode confundir a análise; garantir e pesar os custos de transição contra os benefícios pode ser a questão ética prática mais relevante para muitas análises de melhoramento humano.